# Héctor Alejandro Barceló
Héctor Alejandro Barceló (Buenos Aires, 21 de abril de 1943-4 de diciembre de 2023) fue un médico, investigador y educador argentino. Egresado de la Universidad de Buenos Aires y especializado en reumatología y patología, recibió la Medalla de Oro de la Academia Mundial de Medicina Albert Schweitzer por su trayectoria en la enseñanza de la medicina, entre otros reconocimientos. En 1968 fundó el Instituto de Docencia e Investigaciones Biológicas, y en 1991 estableció la Fundación Héctor Alejandro Barceló, una institución educativa dedicada a la investigación y enseñanza de la medicina.

## Biografía

### Inicios
Barceló nació en Buenos Aires en 1943. Estudió medicina en la Universidad de Buenos Aires, obteniendo su título en 1966, a los veintidós años. En 1968 consiguió una Beca de Perfeccionamiento en Reumatología otorgada por la Asociación de Ayuda al Reumático, con un jurado conformado por los académicos Osvaldo Fustinoni, Raúl Houssay y Luis Federico Leloir. El mismo año fundó el Instituto de Docencia e Investigaciones Biológicas.
En 1974 se convirtió en miembro titular del Comité Nacional de Estudio y Prevención de la Fiebre Reumática, y un año después obtuvo el cargo honorario de jefe de laboratorio de diagnóstico anatomopatológico de enfermedades reumáticas y del tejido conectivo en el Hospital de Clínicas José de San Martín. En 1979 representó a la Facultad de Ciencias Médicas de la Universidad de Buenos Aires y a la Secretaría de Estado de Salud Pública de la Nación en el IX Congreso Europeo de Reumatología llevado a cabo en la ciudad de Wiesbaden, Alemania. Ese mismo año se convirtió en miembro honorario de la Asociación de Farmacología y Terapéutica Experimental de Córdoba, cargo que ocupó hasta el año 2000.
Entre 1980 y 1988 fue el director científico de la revista mensual Reumatología internacional, y entre 1981 y 1984 se desempeñó como secretario general de la Sociedad Argentina de Reumatología; por esa misma época dirigió el Curso Superior de Especialización en Reumatología en dicha sociedad. En 1984 fue nombrado miembro titular de la Asociación Médica Argentina.
Tras ser designado en 1987 por la Asociación de Ayuda al Reumático (ADAR) como representante argentino de la Reunión Internacional de Agencias Comunitarias de la Arthritis Foundation en Sídney, en 1988 integró el grupo de expertos que se encargó de redactar las normas sobre el diagnóstico y tratamiento de la vasculitis sistemática y de la mono, oligo y poliartritis. Entre 1988 y 1991 presidió la Asociación de Reumatología de la Ciudad de Buenos Aires.

### Fundación Barceló y reconocimientos
En 1991 estableció la Fundación Héctor Alejandro Barceló, una institución educativa dedicada a la enseñanza de la medicina. En 1992, el Ministerio de Cultura y Educación de Argentina le otorgó al establecimiento la autorización para dictar la carrera de medicina en Buenos Aires a través del Instituto Universitario de Ciencias de la Salud. De acuerdo con el diario Clarín, para el año 2000 la institución había logrado tres promociones de médicos y contaba con más de 500 docentes. En 1993 fundó una nueva sede del instituto en La Rioja, y cinco años después inauguró otra en la ciudad de Santo Tomé, Corrientes.
En 1998 recibió el Premio Excelencia Científica y Salud en Argentina, entregado por la Organización de los Estados Americanos, por su «trayectoria en el ámbito de la reumatología y por el juicio entre sus pares de la comunidad científica a la que pertenece», y en 1999 obtuvo doctorados honoris causa de la International Academy of Culture and Political Sciencie de Bruselas y de la Universidad Norbert Wiener de Lima. El mismo año, la Academia Polaca de Medicina le otorgó una medalla de oro y un doctorado honoris causa, y recibió la Medalla de Oro de la Academia Mundial de Medicina Albert Schweitzer por su trayectoria en la enseñanza de la medicina, en una ceremonia realizada en el Castillo Real de Varsovia, Polonia. Barceló fue el primer médico argentino en recibir esta distinción.
En 2003 fue reconocido como uno de los «líderes que se destacan en su apoyo al desarrollo de la investigación científica» por la Asociación Médica Argentina, y en 2010 fue incluido en el Hall of Fame International Adult and Continuing Education en Guadalajara, México. Entre 2012 y 2013 integró la junta directiva internacional del Adult and Continuing Education Hall of Fame de la Universidad de Oklahoma, y en 2015 recibió el Premio Carlos Reussi «Maestro de los Andes», otorgado por la Universidad de Valparaíso.

### Últimos años y fallecimiento
En diciembre de 2021 presentó el libro biográfico Silenciosamente apasionado: Héctor Alejandro Barceló y su proyecto educativo, en el que se relatan sus más de cincuenta años de trayectoria en la salud y la educación. En el mismo evento, fue reconocido como Personalidad Destacada en el Ámbito de la Salud por la Legislatura de la Ciudad Autónoma de Buenos Aires. En diciembre de 2022 fue distinguido en la Cámara de Diputados de La Rioja con el título de Personalidad Ilustre «Caudillos Riojanos» por sus aportes en el campo de las ciencias de la salud.
Barceló falleció el 4 de diciembre de 2023 a los ochenta años.

## Premios
- 1997-1998 - Premio Excelencia Científica y Salud en Argentina. Organización de los Estados Americanos.[8]
- 1999 - Medalla de Oro. Academia Mundial de Medicina Albert Schweitzer, Varsovia.[2]
- 1999 - Doctorado honoris causa en Humanidades. International Academy of Culture and Political Science, Bruselas.[8]
- 1999 - Doctorado honoris causa. Academia Polaca de Medicina.[8]
- 1999 - Medalla de Oro. Academia Polaca de Medicina.[8]
- 1999 - Doctorado honoris causa. Universidad Norbert Wiener, Lima.[8]
- 1999 - Premio Fundación Manantiales.[8]
- 2000 - Premio Vocación Académica. Fundación El Libro.[8]
- 2000 - Premio Consultor Médico. Día Mundial de la Salud.[8]
- 2003 - Miembro de Honor. Hospital Militar Central, Buenos Aires.[8]
- 2003 - Distinción a los líderes en el desarrollo de la investigación científica. Asociación Médica Argentina.[8]
- 2003 - Premio a las actividades científicas, tecnológicas y conocimientos biomédicos para el beneficio de la comunidad. Federación de Fundaciones Argentinas.[8]
- 2004 - Presidente Honorario. Comité Científico de Terceras Jornadas Nacionales de Medicina Legal.[8]
- 2010 - Inducción al Hall of Fame International Adult and Continuing Education, Guadalajara.[8]
- 2012-2013 - Miembro de la junta directiva internacional Adult and Continuing Education Hall of Fame. Universidad de Oklahoma.[9]
- 2015 - Premio Carlos Reussi «Maestro de los Andes». Universidad de Valparaíso.[10]
- 2021 - Personalidad destacada en el ámbito de la salud. Legislatura de la Ciudad Autónoma de Buenos Aires.[12]
- 2022 - Personalidad Ilustre «Caudillos Riojanos». Cámara de Diputados de La Rioja.[13]